# Бахрам II
Бахрам II е пети владетел от Сасанидската династия на Персия. Управлява през 276 – 293 г. Син на Бахрам I.

## Управление
Млад и неопитен, Бахрам II се намира под силното влияние на зороастрийското жречество, което налага издигането му на трона, вместо неговия чичо Нарсе, който царува в Армения. Големите привилегии и власт на жреците, заедно с твърдото насаждане на зороастрийската религия, довежда до недоволство сред аристократите и народа.
Около 280 – 283 г. Бахрам II води междуособни войни и потушава няколко метежа на изток в Хорасан и Сакастан, когато западната граница на царството е нападната от римските армии начело с император Кар. По стечение на обстоятелствата, след като са навлезли дълбоко в Месопотамия, римляните се изтеглят обратно и сключват мир през 283 г.
През 286 г. в нова война срещу арменският цар Тиридат III и римският император Диоклециан, персите на Бахрам II са победени и Сасанидската империя губи надмощието си в Армения. Съгласно персийските летописи, след първоначалната му тираничност, Бахрам II управлява мъдро и умерено. Умира през 293 г. и е наследен за кратко от неговия син Бахрам III.